# Limba osetă
Limba osetă este o limbă iraniană de est vorbită în principal în Osetia de Sud și de nord. Este singura limbă supraviețuitoare vorbită de sciții pontici.
Are două dialecte principale: iron (mai răspândit) și digor.

## Fonologie
- 7 vocale
- 26/27 consoane

## Comparație cu alte limbi
Deși limba osetă aparține limbilor iraniene, este foarte diferită de alte limbi iraniene. Chiar și limbile legate de osetine în grupul est-iranian, Yagnob și Pașto, diferă semnificativ de acestea.
Teoria originii scito-sarmato-alană a limbii osete este confirmată în special de prezența în vocabular și chiar de gramatică a unor contacte strânse și prelungite cu limbile slave și germanice.
Cea mai asemănătoare limbă cu oseta este limba maghiarilor iași (descendenți ai alanilor care s-au stabilit în Ungaria în secolul al XIII-lea), motiv pentru care în literatura de specialitate limba iașilor (în prezent dispărută) este deseori clasată ca dialect al limbii osete.

## Sistem de scriere
Subiect-obiect-verb

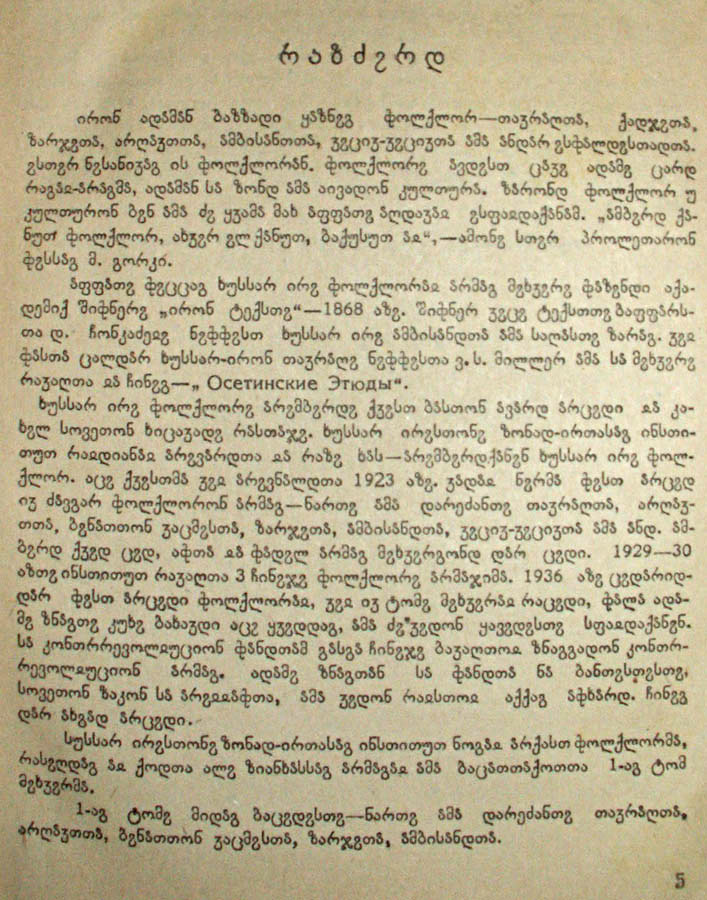
Text oset scris cu alfabetul georgian dintr-o carte despre folclorul oset, publicată în 1940 în Osetia de sud

Textul în limba osetă poate fi recunoscut imediat din pricina utilizării caracterului chirilic „Æ, æ”, o literă ce nu poate fi găsită în nicio altă limbă care folosește alfabetul chirilic. Părintele limbii moderne osete literare este poetul național Kosta Hetagurov (1859-1906).
O limbă literară ironă (iron) a fost formată în secolul XVIII, scrisă prin folosirea alfabetului chirilic în Rusia și a alfabetului georgian în Georgia. Prima carte în osetă a fost publicată în chirilică în anul 1798 iar în 1844 alfabetul a fost revizuit de către omul știință rus cu origini fino-suedeze, Anders Johan Sjögren. Un nou alfabet, bazat pe alfabetul latin, a fost făcut oficial în anii 1920, dar în 1937 un alfabet chirilic revizuit a fost introdus cu digrafe, care înlocuiau majoritatea diacriticelor ale alfabetului din 1844.
În 1920, I. Yaguzidze un abecedar al alfabetului georgian, adăugând trei litere alfabetului georgian.
Alfabetul chirilic modern al limbii osete:
А/а, Ӕ/ӕ, Б/б, В/в, Г/г, Гъ/гъ, Д/д, Дж/дж, Дз/дз, Е/е, Ё/ё, Ж/ж, З/з, И/и, Й/й, К/к, Къ/къ, Л/л, М/м, Н/н, О/о, П/п, Пъ/пъ, Р/р, С/с, Т/т, Тъ/тъ, У/у, Ф/ф, Х/х, Хъ/хъ, Ц/ц, Цъ/цъ, Ч/ч, Чъ/чъ, Ш/ш, Щ/щ, Ъ/ъ, Ы/ы, Ь/ь, Э/э, Ю/ю, Я/я.
Alfabetul latin modern al limbii osete:
A/a, Æ/æ, B/b, C/c, Č/č, D/d, E/e, F/f, G/g, H/h, I/i, J/j, K/k, L/l, M/m, N/n, O/o, P/p, Q/q, R/r, S/s, Š/š, T/t, U/u, V/v, X/x, Y/y, Z/z, Ž/ž